# Sion (Švýcarsko)
Sion (německy Sitten) je město ve Švýcarsku, hlavní město kantonu Valais (německy Wallis). Leží na řece Rhôně mezi horskými masívy Bernských a Walliských Alp ve frankofonní části kantonu. Žije zde přibližně 35 tisíc obyvatel.

## Geografie

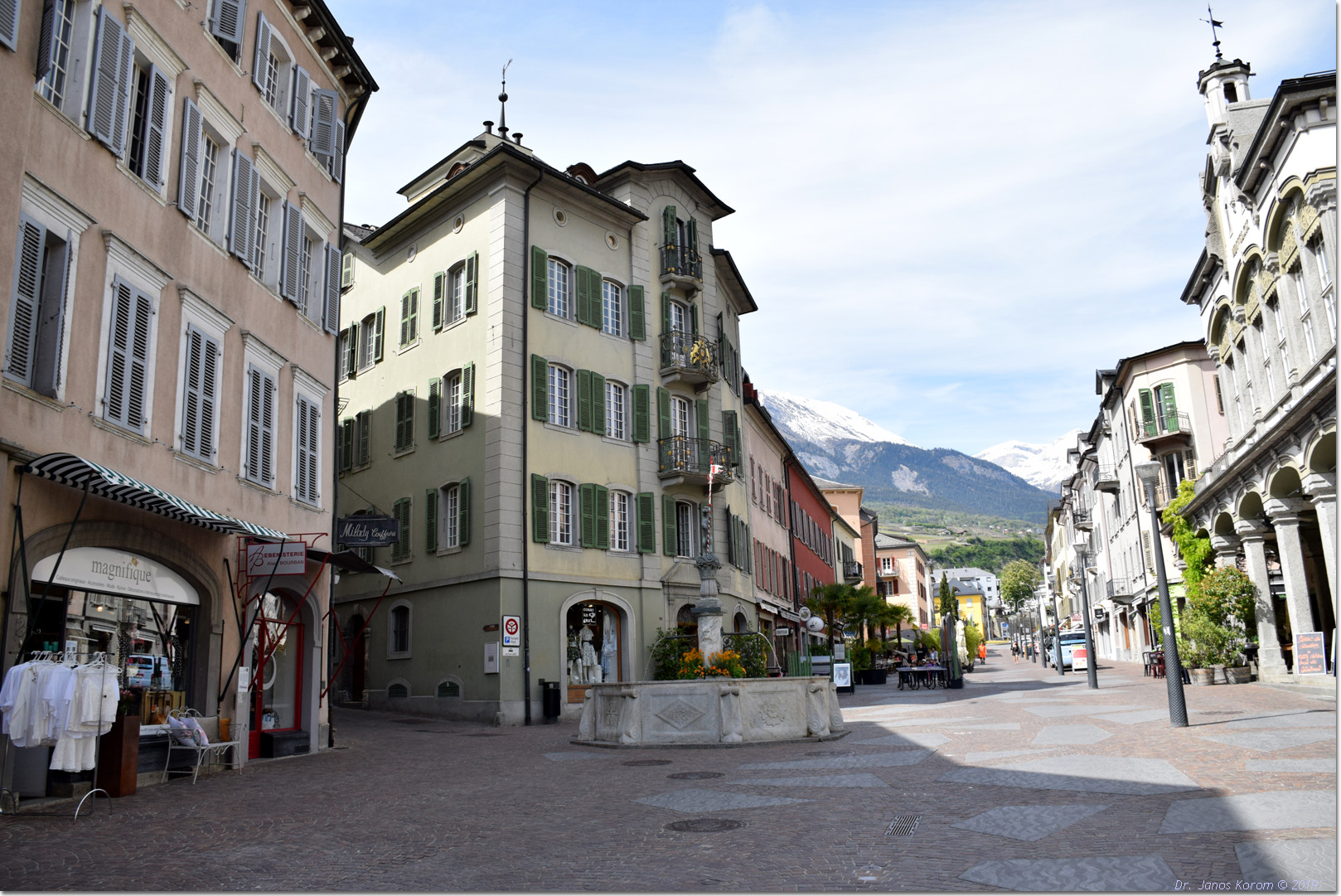
Centrum města

Město Sion leží v nadmořské výšce přibližně 510 metrů ve středním Valais po obou březích řeky Rhôny v jejím švýcarském údolí. Staré centrum města se nachází severně od břehu Rhôny. Protéká jím potok Sionne, který je dnes zčásti uměle zahlouben pod zemí.
V okolí města se do Rhôny vlévají ze severu říčky Lienne a Morge a z jihu Borgne a Printze.
Terén starého města se výrazně svažuje od severu k jihu a jihozápadu směrem k toku řeky. To má za následek výškový rozdíl přes 30 metrů. Kužel náspu Sionne zatlačil Rhonu obloukem mírně k jihovýchodu a směrem od starého města.
Východně od historického jádra města se nachází skála Valère ve výšce 611 m n. m. a severovýchodně další skalnatá vyvýšenina se zříceninou pevnosti Tourbillon ve výšce 658 m n. m. Na severovýchodě se nachází skalnatý masiv, na němž se rozkládá město. Na západě, ve vzdálenosti asi 1000 metrů od starého města, ohraničuje dominantní hora Mont d'Orge (786 m n. m.) současnou zástavbu města. Mladší části města v okolí nádraží a na jižním břehu řeky Rhôny tvoří ploché roviny čtvrtohorních sedimentů. Regionální letiště v Sionu a rozsáhlé obchodní plochy se nacházejí na dalších sedimentárních terasách v západní části města.
Mimo starou městskou zástavbu patří k městské oblasti obce Uvrier na východě a dále Bramois, Salins a Les Agettes, které byly k Sionu připojeny v novější době a nacházející se jižně od řeky. Na západě vznikla v blízkosti mostu přes řeku Morge průmyslová zóna Pont de la Morge.
Využití území Sionu je rozděleno na městskou, historicky zastavěnou část města, na jejímž okraji přednostně přechází do rozvolněné zástavby pro komerční účely, dále do strmých svahů s četnými vinicemi a sady a do roviny u řeky s dalšími zemědělskými či zahradnickými objekty a také rozsáhlými dopravními zařízeními.

## Historie

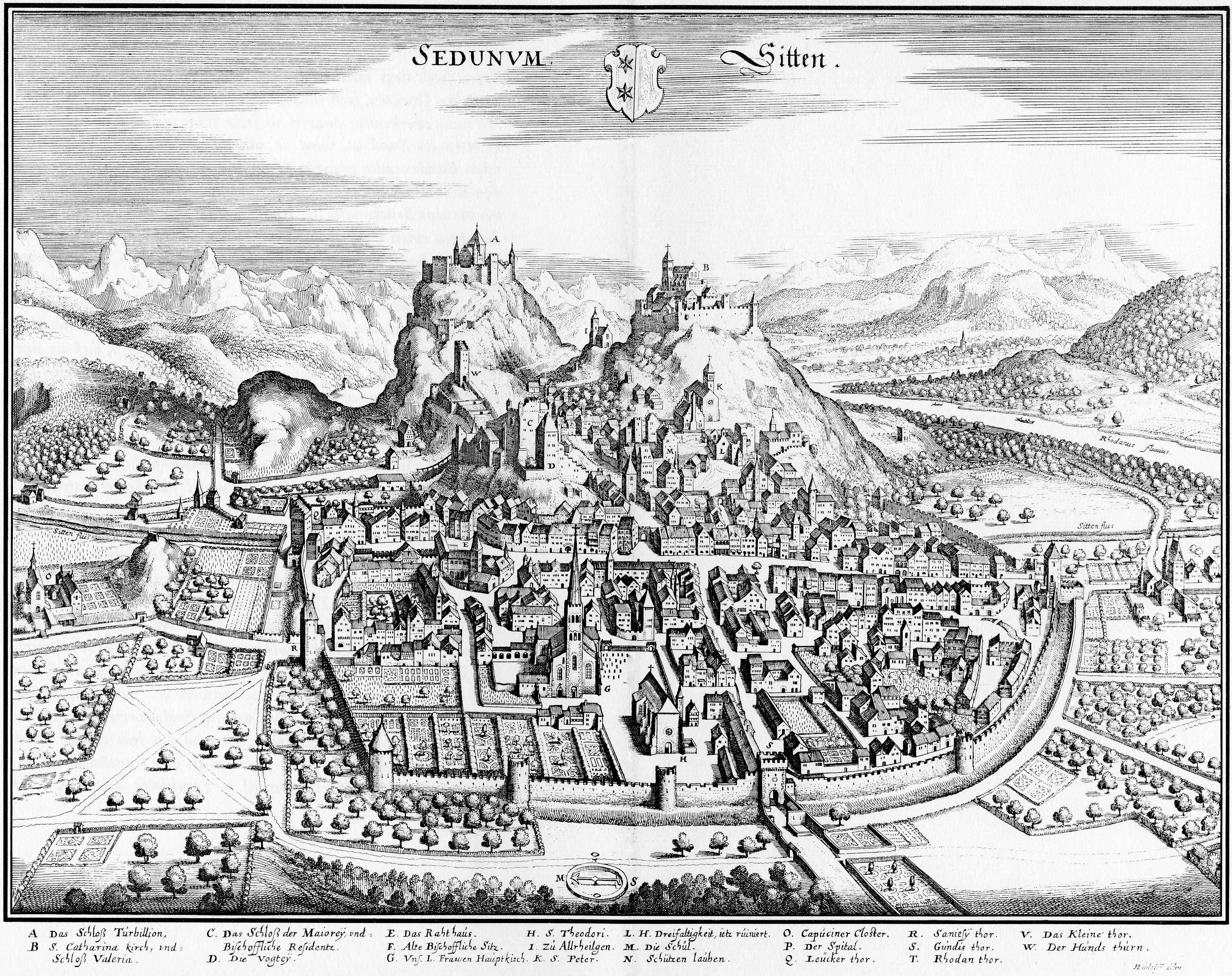
Sion na vyobrazení z roku 1642

Osídlení je archeologickými nálezy doloženo až do mladší doby kamenné. Jméno osad Sedunum pro Sion a Octodurus pro sousední Martigny je spojováno s Kelty, jimiž byla v období mezi 7. až 4. stoletím př. n. l. oblast osídlena. Keltové tvořili společenství rolníků a chovatelů dobytka. Keltský kmen Sedunů následně počal budovat své osady podél řeky Rhôny v celém regionu. Podle nich byla lokalita pojmenována. S příchodem římské kolonizace po roce 15. př. n. l. za císaře Augusta zde byla vystavěna vojenská a tranzitní obchodní stanice, která díky své výhodné poloze postupně rostla v obchodní městečko více než regionálního významu. Pod tlakem křesťanského Savojského knížectví sem bylo v polovině 6. století přeloženo z Martigny biskupské sídlo. Tím se rozvinul nový architektonický vývoj města, zejména výstavby dvou opevněných biskupských sídel na dominantních horách, v podobě hradu (Tourbillon na vyšším kopci a nedalekého Valléry) s románskou katedrálou na nižší ostrožně, které vévodí městu a dokreslují jeho typickou siluetu na pozadí štítů alpských velehor.

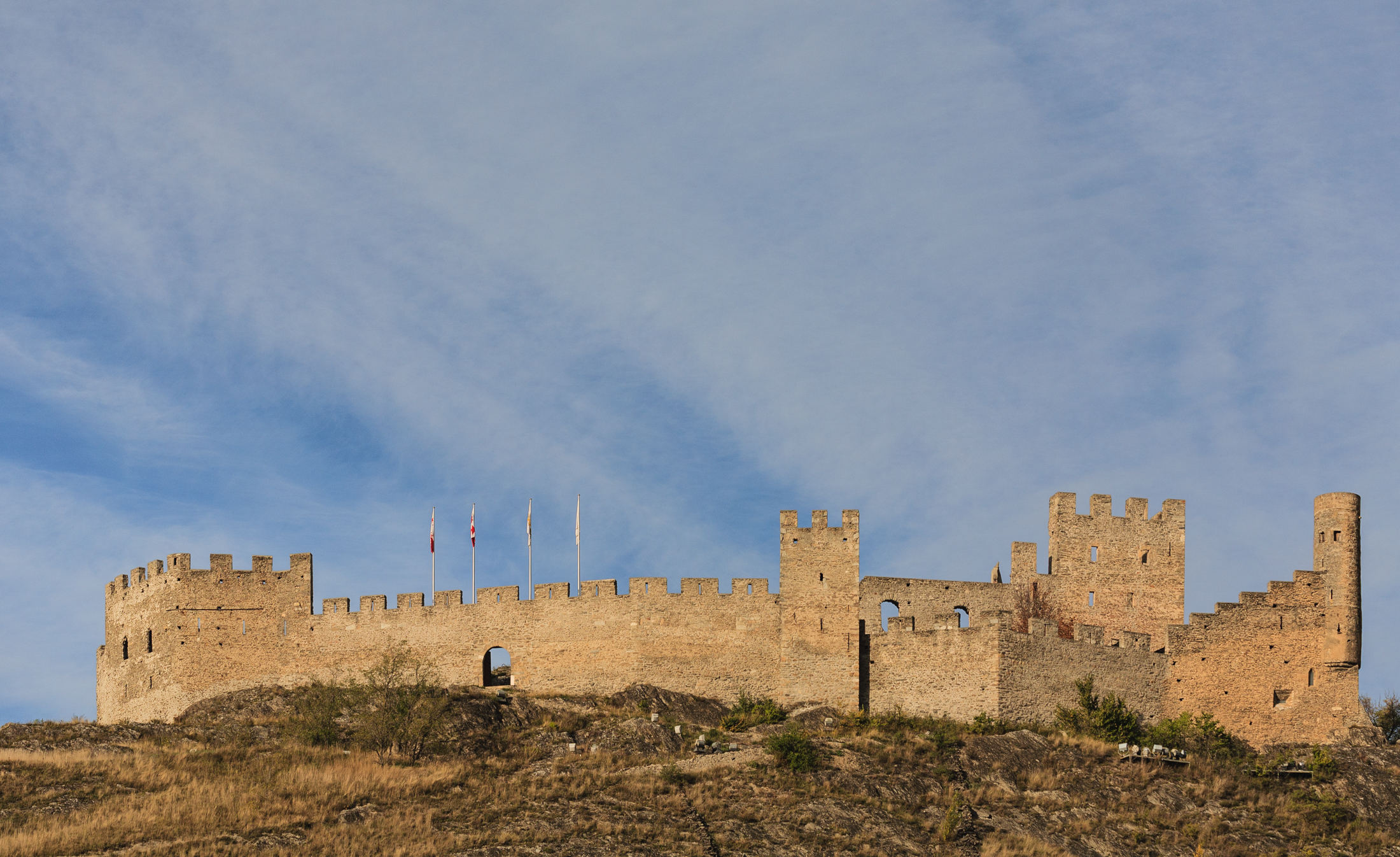
Tourbillon

První kamenné hradby si město zbudovalo asi počátkem 10. století. Roku 999 daroval burgundský král Rudolf III. hrabství Wallis sionskému biskupství. V letech 1160–70 byla na vrcholu kopce z kamene zbudována dodnes stojící bazilika Panny Marie, jež se postupně stala nejvznamnějším poutním centrem v údolí kraje Vaudois. Poutníci směřovali přes Vevey a Saint-Maurice k panně Marii na Sionu, jíž se stala mramorová votivní soška trůnící panny Marie s dítětem, dodnes dochovaná na hlavním oltáři. Tak začala koncem 13. století další éra rozvoje hospodářství města, jež se na vrchol vývoje dostalo v polovině 14. století díky tranzitní dopravě ze severní do jižní Evropy přes Simplonský průsmyk, a také díly přílivu křesťanských poutníků. Závěr 14. století s sebou přinesl mor, války, drancování a úpadek. V následujícím 15. století bylo město zmítáno neustálým vojenským tlakem Savojska a vnitřními rozpory mezi Sionem a zbytkem Wallisu. Částečně to vyřešilo vítězství Walliských v bitvě proti Savojsku v prostoru dnešního náměstí La Planta roku 1475. Tím začalo město i kanton stoupat pod vedením kardinála Schinera na významu.
V roce 1799 bylo území obsazeno Napoleonovou armádou. Dne 4. srpna 1815 vstoupil kanton Wallis do Švýcarské konfederace. Zbořením středověkých městských hradeb roku 1830 se městu otevřely nové možnosti jak v hospodářských a obchodních, tak i společenských oborech. V posledních dvou třetinách 19. století jsou budovány nové cesty a ulice, je regulována částečně řeka. Tím Sion dostává novou atraktivní a lákavou podobu pro investory. Poslední třetina 19. století je absolutní doba rozkvětu urbanismu města. Noví obyvatelé přinášejí s sebou také příjemné stránky moderního života. Pod vlivem městské kultury pulsující Sion vstupuje do čilého společenského života. V této době vznikla většina dnešních vil a paláců, jež formují obraz města dosud. Například lze jmenovat Biskupský dům (1839–1840), budova úřadu vlády (1838), vila Aymon (1842), v jižní části ležící vila Philippe de Torrente (1866), budova Velkého semináře (1874), Kolegium (1891–1892), které dnes poskytuje přístřeší kantonálnímu soudu a v neposlední řadě kantonální zbrojnici (1892–1895) nebo Casino (1863) a La Grenette (1866–1869). Ve starém městě byla stará říčka překryta a vznikla tím dnešní živá Rue du Grand Pont. Tento stavební elán vládl až do poloviny 20. století. Tím se Sion vyvinul od malé rolnické vesnice k významnému městu nejen na kantonální úrovni.

## Obyvatelstvo

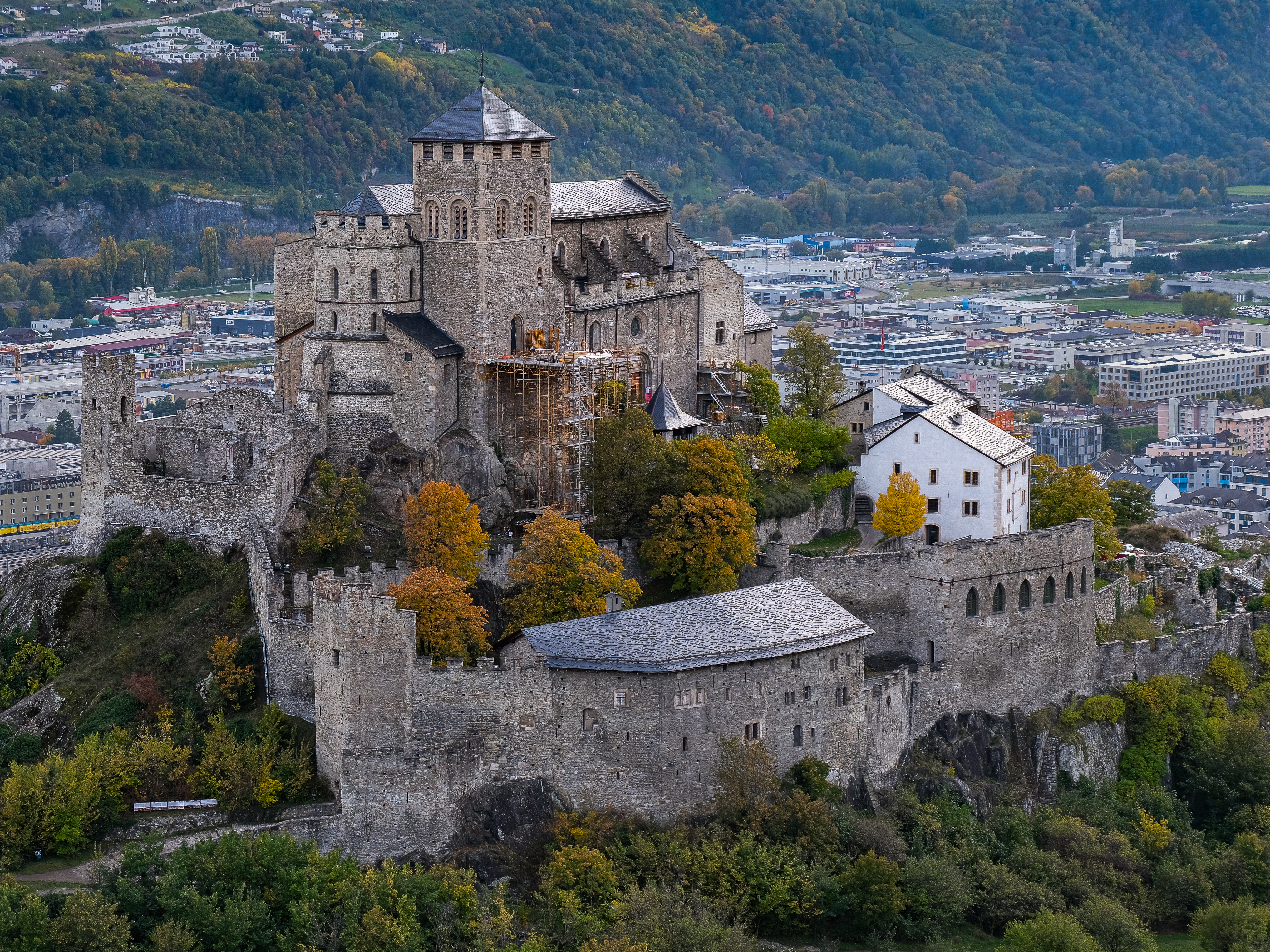
Bazilika Valère

| Vývoj počtu obyvatel | Vývoj počtu obyvatel | Vývoj počtu obyvatel | Vývoj počtu obyvatel | Vývoj počtu obyvatel | Vývoj počtu obyvatel | Vývoj počtu obyvatel | Vývoj počtu obyvatel | Vývoj počtu obyvatel | Vývoj počtu obyvatel | Vývoj počtu obyvatel | Vývoj počtu obyvatel | Vývoj počtu obyvatel | Vývoj počtu obyvatel | Vývoj počtu obyvatel | Vývoj počtu obyvatel | Vývoj počtu obyvatel | Vývoj počtu obyvatel | Vývoj počtu obyvatel | Vývoj počtu obyvatel | Vývoj počtu obyvatel |
| -------------------- | -------------------- | -------------------- | -------------------- | -------------------- | -------------------- | -------------------- | -------------------- | -------------------- | -------------------- | -------------------- | -------------------- | -------------------- | -------------------- | -------------------- | -------------------- | -------------------- | -------------------- | -------------------- | -------------------- | -------------------- |
| Rok                  | 1610                 | 1670                 | 1786                 | 1798                 | 1811                 | 1837                 | 1846                 | 1850                 | 1860                 | 1870                 | 1888                 | 1900                 | 1910                 | 1920                 | 1930                 | 1950                 | 1980                 | 1990                 | 2000                 | 2010                 |
| Počet obyvatel       | 1835                 | 1905                 | 1880                 | 2201                 | 2790                 | 2668                 | 2815                 | 3307                 | 3030                 | 5456                 | 6099                 | 6751                 | 7254                 | 6964                 | 8657                 | 11 770               | 22 877               | 25 336               | 27 171               | 31 673               |

### Jazyky
Zatímco ještě v polovině 19. století byl Sion dvojjazyčným městem (v roce 1870 hovořilo více než 50 % obyvatel německy), v současnosti němčinu z velké části nahradila francouzština. V roce 2021 hovořilo 66,2 % obyvatel jako primárním jazykem právě francouzsky, 10,6 % portugalsky, 4,8 % italsky a pouze 3,4 % německy.

### Náboženství
Většina obyvatel patří k římskokatolické farnosti Sion, která je součástí děkanátu diecéze Sion. Protestantská reformovaná menšina patří do evangelické farnosti Sion evangelické reformované církve ve Valais.

## Hospodářství
Město je považováno za jedno z nejsušších ve Švýcarsku a jeho klima je rovněž mírně nadprůměrně teplé. Díky svému klimatu má Sion třetí největší vinařskou oblast ve Švýcarsku po Satigny a Chamoson. Nejznámějšími víny z Valais jsou bílé Fendant (vyrobené z hroznů Chasselas nebo Gutedel) a červené Pinot Noir a také Dôle, směs hroznů Pinot Noir a Gamay. V Sionu sídlí také největší švýcarský výrobce vína, výrobní družstvo Provins, založené roku 1930.
Kromě vinařství, ovocnářství a zelinářství hraje roli také hodinářství, výroba elektrických přístrojů, tabákový a dřevozpracující průmysl. V Sionu má od roku 1995 pobočku Institut WSL pro výzkum sněhu a lavin SLF a ve Valée de la Sionne se nachází výzkumná stanice SLF.
V 21. století město žije především z turistického průmyslu, dále je sídlem několika bank, pojišťoven i obchodních nebo humanitárních organizací. Zdejší diecéze Sion je nejstarší ve Švýcarsku, a také jednou z nejstarších diecézí severně od Alp. Jsou zde četné střední školy, univerzita a vzdělávací střediska na kantonální, národní nebo mezinárodní úrovni. Město je důležitým dopravním uzlem, zejména železničním.

## Doprava

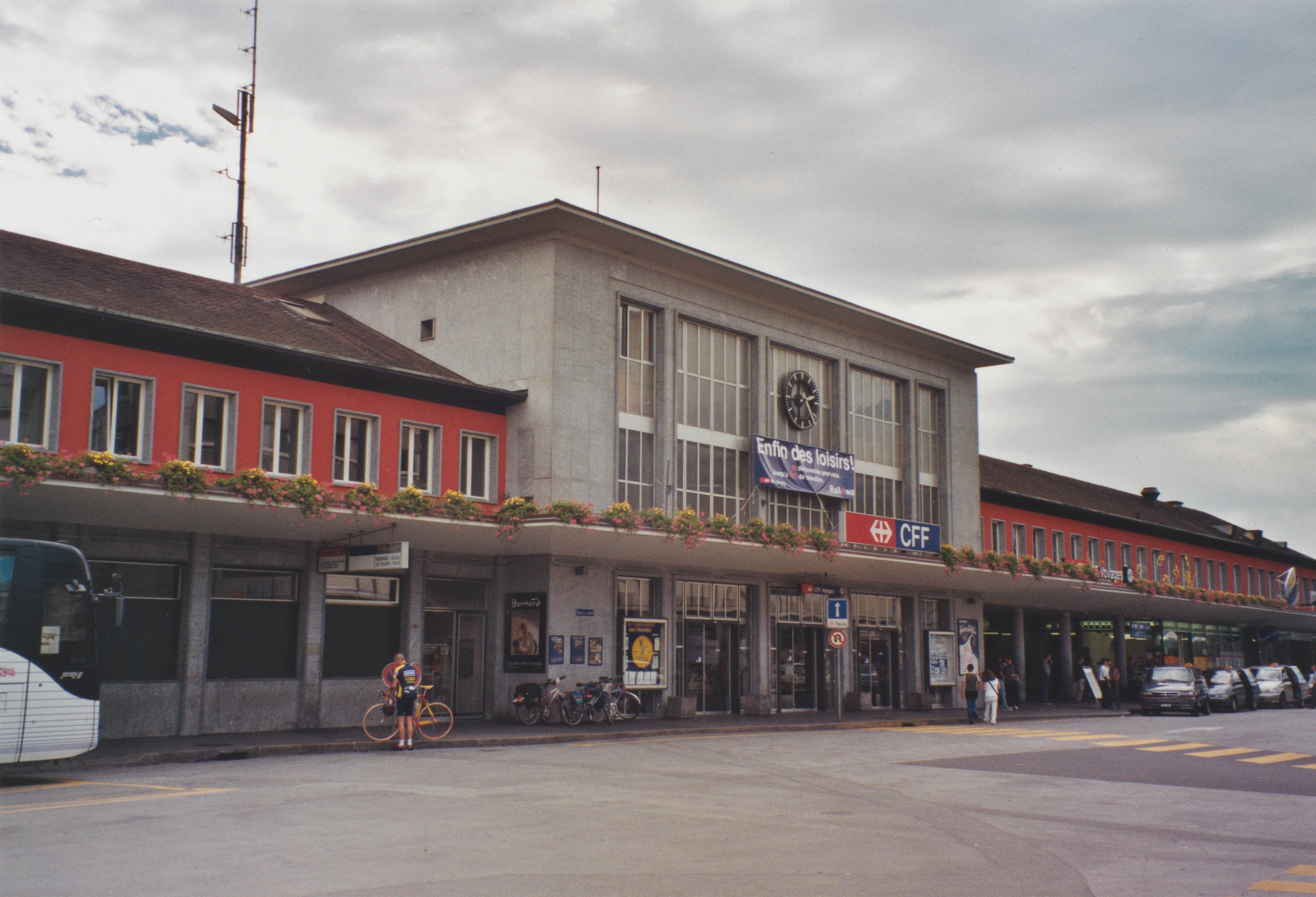
Železniční stanice Sion

Stanice Sion leží na důležité Simplonské dráze, která vychází ze Ženevy na západě a pokračuje tunelem směrem na Milán.
Západně od města bylo vybudováno malé letiště.
Do Sionu se lze dostat přes dva sjezdy na dálnici A9. Souběžně s ní vede kantonální hlavní silnice číslo 9, která se dotýká centra města.

## Památky

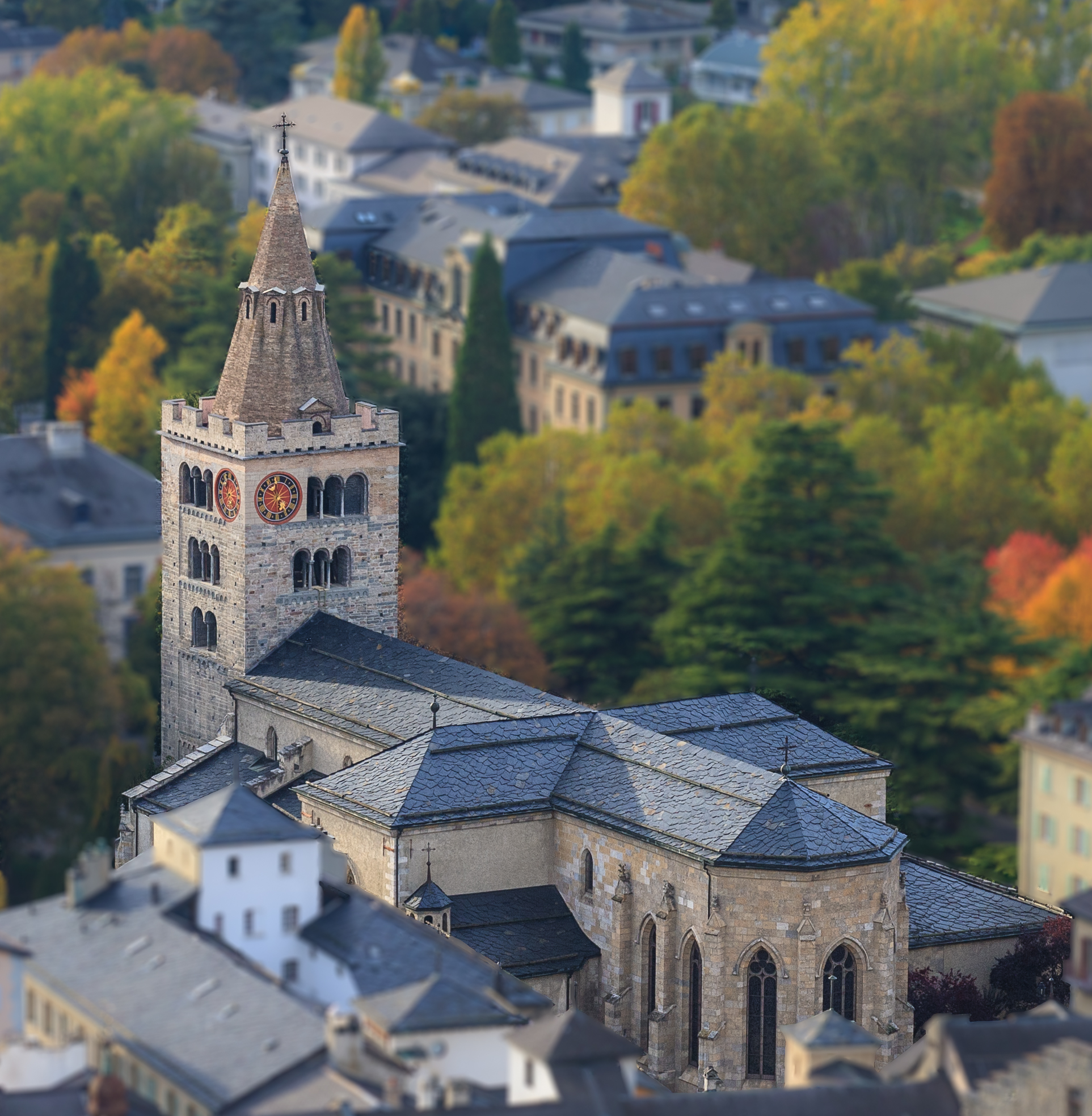
Katedrála Panny Marie

- biskupský hrad Valère – dnes sídlo muzea středověkého umění – expozice po rekonstrukci znovuotevřena roku 2008, sbírky patří k nejvýznamnějším muzeím středověkého uměleckého řemesla ve Švýcarsku
- Notre-Dame-de-Valère – poutní římskokatolický kostel Panny Marie na hradě Valère – trojlodní románská bazilika z let 1160–1170, s chórovou přepážkou a přístavbami ze 13. až 15. století, mramorová polychromovaná poutní soška P.Marie, gotické nástěnné malby, gotický figurální náhrobek, varhany (některými zdroji považované za nejstarší hrající varhany na světě z roku 1390, pravděpodobnější datace vzniku je ale 1435)[5]
- hrad Tourbillon – nejvyšší dominanta nad městem, ruiny hradu ze 13.–14. století, v sdle mezi Tourbillonem a Valère jednolodní raně křesťanský kostel
- katedrála Panny Marie ve městě – trojlodní gotická bazilika s románskou věží
- Kostel sv. Theodula – nejvýznamnější pozdně gotický chrám ve Švýcarsku s prvky plaménkového stylu (rotující kružby oken), autor Ulrich Ruffiner, pieta z 15. století
- Biskupský palác, dnes sídlo Muzea krásných umění
- Psí věž – Tour du chien, hranolová věž kdysi předsunutého opevnění hradu Tourbillon, navazující na radnici
- pozdně gotické domy rodin Supersaxo, Barberini de Wulff

## Sport
V Sionu byl v roce 2021 zprovozněn bazén s vlnami určený výhradně pro surfování. Ze Sionu je dostupná řada oblastí zimních sportů ve Valais, proto se město již několikrát ucházelo o pořádání zimních olympijských her, naposledy v roce 2006. Tehdy však Sion porazila nabídka Turína.
V referendu v kantonu Valais v červnu 2018 se většina 53 % hlasujících rozhodla proti finanční podpoře kandidatury na pořádání zimních olympijských her v roce 2026 v Sionu.
Nejznámějším fotbalovým klubem je dvojnásobný švýcarský fotbalový mistr a třináctinásobný vítěz poháru FC Sion, který byl poražen až ve čtrnáctém finále poháru, kterého se zúčastnil. FC Sion je také prvním týmem, který vyhrál pohár jako druholigový tým. Hokejový klub Sion HC hrál v šedesátých a sedmdesátých letech pravidelně v NLB.